# Качанов, Вячеслав Георгиевич
Вячеслав Георгиевич Качанов (бел. Вячаслаў Георгіевіч Качанаў; род. 31 июля 1963, Минск, БССР, СССР) — белорусский дипломат.

## Биография
Родился 31 июля 1963 года в Минске.
Окончил исторический факультет Белорусского государственного университета (1985 г.), аспирантуру при Белгосуниверситете (кафедра политологии) (1988 г.).
С 1988 по 1994 гг. — преподаватель кафедры политологии Белгосуниверситета.
С 1994 года на дипломатической службе. Работал третьим секретарем отдела анализа и прогнозирования, начальником отдела анализа и прогнозирования, заместителем начальника Управления информации, анализа и прогнозирования Министерства иностранных дел.
С 1997 по 1999 гг. — начальник Управления информации, член Коллегии Министерства иностранных дел.
С июля 1999 г. по ноябрь 2002 г. — советник-посланник Посольства Республики Беларусь в Болгарии.
С 2003 по 2006 гг. — начальник управления внешней политики Администрации Президента Республики Беларусь.
С 16 мая 2006 г. по 12 апреля 2013 — Чрезвычайный и Полномочный Посол Республики Беларусь в Республике Болгария.
C 15 апреля 2011 по 12 апреля 2013 — также Чрезвычайный и Полномочный Посол Республики Беларусь в Греческой республике (по совместительству).
С 22 мая 2018 по 19 октября 2023 — Чрезвычайный и Полномочный Посол Республики Беларусь в Эстонии.
Владеет белорусским, болгарским, французским, английским и русским языками.

## Семья
Женат.